# Valse poetsvis
De valse poetsvis (Aspidontus taeniatus), is een slijmvissoort van het geslacht Aspidontus van de familie Blenniidae, die het gedrag van de echte poetsvis of poetslipvis (Labroides dimidiatus) nabootst. Daardoor kan hij vissen op poetsstations tot zeer dichtbij benaderen. De valse poetsvis hapt stukjes gezond weefsel uit de huid van de nietsvermoedende vissen, en maak zich dan snel 'uit de voeten', vaak door het slachtoffer achterna gezeten.

## Gedrag
Valse poetsvissen vertonen uiterlijk een sterke overeenkomst met poetslipvissen, hoewel hun bek een iets andere vorm heeft. Deze zit in tegenstelling tot die van de lipvis aan de onderzijde van de kop. Ook beschikken zij, in tegenstelling tot de lipvis over lange vlijmscherpe tanden. De vis zwemt als een lipvis, en bootst daarbij ook het gedrag van de poetslipvis goed na. De poetslipvis toont namelijk zijn bereidheid om ander vissen te poetsen door op en neer te dansen. Deze overeenkomst heeft een tweevoudig voordeel: de valse poetsvissen profiteren van de beschermde status van de poetslipvissen, én zij komen op een vrij eenvoudige manier aan voedsel.
Het aantal valse poetsvissen binnen de populatie van echte poetslipvissen is relatief klein. Dit is begrijpelijk, omdat anders de poetslipvissen hun special status zouden verliezen, en het hele systeem van poetsstations zou worden ondermijnd. De kans dat een vis een valse poetsvis tegenkomt, blijft dus relatief klein.

## Verwante soorten
De valse poetsvis wordt ook weleens gerekend tot de onderorde van sabeltandslijmvissen. Hiertoe behoren verschillende geslachten van slijmvissen die ook andere vissen nabootsen (zie slijmvissen). Zoals Plagiotremus rhinorhynchos, die het wijfje van het vlaggenbaarsje (Pseudanthias squamipinnis) nabootst, en de geel-zwart gestreepte Meiacanthus grammistes. Deze vissen bootsen dus niet zozeer poetsvissen na, maar hebben een kleurpatroon en gedrag waardoor zij andere vissen ongehinderd kunnen aanvallen, of tegen aanvallen van andere roofvissen worden beschermd.